# 鈴木保奈美
鈴木 保奈美（すずき ほなみ、1966年〈昭和41年〉8月14日 - ）は、日本の女優。本名は同じ。東京都大田区出身。アライバル所属。元夫はモータースポーツジャーナリストの川井一仁とお笑いタレントの石橋貴明（とんねるず）。

## 略歴
東京都大田区生まれ、神奈川県茅ヶ崎市育ち。神奈川県立鎌倉高等学校卒業、成城大学文芸学部中退。身長160cm。
1984年、高校時代に第9回ホリプロタレントスカウトキャラバンに応募し、応募総数12万人の中から審査員特別賞を獲得したのがデビューのきっかけとなる。合格者には寮生活があるときいたのがホリプロを選んだ理由の一つだったが、結果的に本人は寮生活をすることはなかった。
1986年、女優デビュー。芸能活動に専念するため大学を中退。カネボウ化粧品のCMに水着姿で出演したほか、ドラマ『おんな風林火山』、NHK連続テレビ小説『ノンちゃんの夢』、当時全盛期だったトレンディドラマに出演し、知名度を上げていく。
1991年に主演したフジテレビ月9ドラマ、『東京ラブストーリー』が大ヒット。「月曜日の夜に街から女性が消えた」と言われるほどの社会現象となる。ヒロイン・赤名リカ役で鮮烈な印象を残し、一躍人気女優となる。当時のフジテレビの花形プロデューサーであった大多亮との不倫関係も背景に、以後次々とフジテレビのゴールデンタイムドラマの主役に抜擢され、女優としての地位を確実なものとする。また、アジア圏でも日本のトレンディドラマが放映されて高視聴率を確保していたこともあり、鈴木の名前と顔が知られることになる。特に中国や韓国で日本の化粧品に人気が集まっていたこともあいまって、鈴木がイメージガールを務めていたカネボウ化粧品のポスターを入手出来ないものかとメーカーに問い合わせが多々あった。
1990年代に主演したフジテレビ月9ドラマ、1992年の『愛という名のもとに』、1994年の『この世の果て』、1995年の『恋人よ』は、いずれもヒットし、話題となった。
1999年の大河ドラマ『元禄繚乱』に出演したが、撮影中に妊娠が判明。このため当初の予定より出演が大幅に削減されることとなった。このため、所属事務所のホリプロとの関係が悪化し、そのまま退所した。
2008年12月4日、娘たちが小学生となったことから、石橋の事務所であるアライバルに所属し、徐々に芸能活動を再開することを発表した。同年12月6日発売の文化出版局『ミセス』2009年1月号の表紙を飾り、エッセー「ほなみ食堂」を連載開始。
2011年、大河ドラマ『江〜姫たちの戦国〜』で12年ぶりに本格的に女優復帰し、同年公開の『のぼうの城』で11年ぶりに映画に出演した。
2016年には『ノンママ白書』で18年ぶりに連続ドラマの主演を務めた。
2017年にテレビのクイズ番組で獲得した賞金を使ってマンションの一室を借り、「部活」と称して一般人と共に、中田顕史郎らとの演劇のワークショップを始めた。
小劇場にも多く足を運び、2018年に観た冨坂友の作品に衝撃を受けて出演を希望した結果、2024年に人生初コメディとして「逃奔政走」（および前段としてのフジテレビで放送された生放送ドラマ『生ドラ!東京は24時 -Starting Over-』）に主演することになった。

### 私生活
1995年1月1日にモータースポーツ解説者の川井一仁と結婚したが、1997年11月に離婚。
1998年11月13日、とんねるずの石橋貴明との再婚を発表。自身の妊娠3か月と芸能界引退も発表した。翌日には2人で結婚会見を行った。既に撮影を終えていた主演映画『いちげんさん』（2000年公開）を最後に表舞台から姿を消した。その後3人の娘を出産し、専業主婦として生活をしていた。2021年7月16日、石橋のYouTubeチャンネルで離婚を発表。「子育てが一段落した事を機に」と離婚理由を説明している。

## 人物

### エピソード
- プロデューサーの大多亮、ドラマで共演した江口洋介と交際していた時期があるが、破局している[11]。
- 『東京ラブストーリー』の赤名リカ役の髪型やメンズライクなファッション、スカーフ使いは当時の同世代の女性がこぞって真似をするほどであった。また、共演の織田裕二演じる永尾完治の渾名を呼ぶ「カンチ!」は流行語にもなった。

### 嗜好
- バービーボーイズの大ファンであった。バービーボーイズの解散ライブ（1992年1月24日）とドラマ『愛という名のもとに』の撮影が重なったが、ドラマのスタッフに無理を言って30分程時間を作って貰い、解散ライブに駆けつけた。2 - 3曲ほど聞いてドラマの撮影現場に戻ったという[12]。
- 横浜DeNAベイスターズファンである[13]。また、石橋は基本的に読売ジャイアンツファンだが、鈴木の影響や牛島和彦（2005 - 06年の同球団監督）もあって、同球団のエクゼグティブ・アドバイザーにもなっている。
- 長年のくるみパン好きが高じて、くるみパンオブザイヤーの審査員を務めている。ただし近年はグルテン摂取を減らしているため、普段はパン食の機会も少なくなってきている。

### 発言
- 朝日新聞の取材に対して「朝日新聞はいつまでグラビアの写真を含めた週刊誌の広告を載せるのでしょうか。もちろん広告費の問題もあるのでしょうが、「明らかに女性を商品として扱っている」と気になっています」と苦言を呈した[14]。

## 出演

### テレビドラマ
- 遊びじゃないのよ、この恋は（1986年2月 - 6月、TBS / 大映テレビ）
- おんな風林火山 第7話「幼き恋から大人の愛へ」 - 第16話「戦場に散った恋」（1986年10月 - 1987年3月、TBS / 大映テレビ） - 主演・松姫 役（主演デビュー作）
- 匂いガラス（1986年11月8日、NHK総合）
- 銀河テレビ小説 まんが道 - 青春編（1987年7月 - 8月、NHK総合） - 中村芳枝 役
- ラジオびんびん物語（1987年8月 - 9月、フジテレビ）
- パパはニュースキャスタースペシャル　摩天楼はバラ色に（1987年10月2日、TBS） - 石田奈々美 役
- ハートカクテル （日本テレビ）
  - ドラマスペシャル（1） ノックをしなかったサンタクロース（1987年12月24日）主演
  - ドラマスペシャル（2） 人魚が溜息をついたテーブル（1988年12月17日）
- 花の図鑑（1988年1月1日、テレビ朝日）
- あぶない雑居カップル（1988年1月 - 2月、テレビ朝日）
- カネボウヒューマンスペシャル（8）ダイアリー-車いすの青春日記- （1988年2月16日、日本テレビ）
- 連続テレビ小説（NHK総合）
  - ノンちゃんの夢（1988年4月 - 10月） - 中元操 役
  - わろてんか（2017年10月 - 2018年3月）- 藤岡しず 役
  - ちむどんどん（2022年） - 青柳重子 役
- 君が嘘をついた（1988年10月 - 12月、フジテレビ） - 坂本恵美  役
- スペアのない恋がしたい…（1989年3月21日、日本テレビ）
- コント赤信号のサラリー漫遊記（1989年4月8日、TBS）
- 大風呂敷（1989年4月10日、テレビ東京）
- コピー室より愛をこめて（1989年4月10日 - 4月13日、TBS） - 主演
- ハートに火をつけて!（1989年4月 - 6月、フジテレビ） - 内田恵 役
- 山瀬まみのフリーアルバイター物語（1989年4月25日、テレビ朝日）
- 季節はずれの海岸物語 '89夏（1989年8月25日、フジテレビ）
- 白鳥麗子でございます!（1989年8月、TBS） - 主演・白鳥麗子 役
- 恋人の歌がきこえる （1989年10月 - 12月、日本テレビ） - 柳田美沙 役
- なまいきスチュワーデス物語（1989年11月6日、TBS）
- 恋の街東京（1989年11月18日、TBS） - 主演・山田三起子 役
- 私のカレは三代目（1989年11月27日、TBS）
- Xマスには死化粧を! 光の国のアリス連続殺人（1989年12月16日、テレビ朝日）
- 島田太郎氏の災難（1989年12月17日、NHK総合）
- 抱きしめたい!'90（1990年1月3日、フジテレビ）
- 女子大生危険なアルバイト（1990年2月10日、TBS） - 主演・浅田律子 役
- 恋のパラダイス（1990年4月 - 6月、フジテレビ） - 七海萌子 役
- キスの温度〜いちばん近い他人（1990年5月9日、日本テレビ） 主演
- 静寂の声 乃木希典・静子の生涯（1990年12月22日、テレビ朝日）
- 東京ラブストーリー（1991年1月 - 3月、フジテレビ） - 主演・赤名リカ 役
  - 特別編（1993年2月12日、フジテレビ）
- 五月の風〜ひとりひとりの二人（1991年5月22日、日本テレビ）主演
- 愛という名のもとに（1992年1月 - 3月、フジテレビ） - 主演・藤木貴子 役
- 瀬戸内少年野球団（1993年10月8日、フジテレビ） 主演
- この世の果て（1994年1月 - 3月、フジテレビ） - 主演・砂田まりあ 役
- 恋人よ（1995年10月 - 12月、フジテレビ） - 主演・鴻野（結城、宇崎）愛永 役
- 海がきこえる〜アイがあるから〜（1995年12月25日、テレビ朝日） - 大沢みのり 役
- 古畑任三郎  2nd season　第23回「ニューヨークでの出来事」（1996年3月13日、フジテレビ） - 犯人・のり子・ケンドール 役
  - 消えた古畑任三郎「古畑任三郎と24人の犯人たち」（1996年4月9日、フジテレビ）
- 世にも奇妙な物語（フジテレビ）
  - 「公園デビュー」 （1996年10月2日） - 主演
  - ’23 夏の特別編「お姫様クラブ」（2023年6月17日） - 主演・遠藤南美 役[15]
- 3番テーブルの客  第4話 （1996年11月11日、フジテレビ）
- 僕が僕であるために（1997年1月3日、フジテレビ） - 塚田園子 役
- 総理と呼ばないで （1997年4月 - 6月、フジテレビ） - 総理夫人 役
- 最後の依頼人（1997年11月21日、フジテレビ） - 主演・久我小夜子 役
- Suite Rooms（1998年1月1日、日本テレビ） - 主演
- ニュースの女（1998年1月 - 3月、フジテレビ） - 主演・麻生環 役
- 大河ドラマ（NHK総合）
  - 元禄繚乱（1999年）- 染子 役
  - 江〜姫たちの戦国〜（2011年） - 市 役、ナレーション兼任
- リセット〜本当のしあわせの見つけ方〜（2012年9月30日、TBS） - 主演・香山知子 役
- 家族ゲーム（2013年4月 - 6月、フジテレビ） - 沼田佳代子 役
- リーガルハイ 第6話（2013年11月13日、フジテレビ） - 北条愛子 役
- 足尾から来た女（2014年1月18、25日、NHK総合） - 福田英子 役
- SMOKING GUN〜決定的証拠〜（2014年4月 - 6月、フジテレビ） - 千代田真紀 役
- ホテルコンシェルジュ 第1話（2015年7月7日、TBS） - 海宝沙知 役
- わたしをみつけて（2015年11月 - 12月、NHK総合） - 藤堂優子 役[16]
- 嫌な女（2016年3月 - 4月、NHK BSプレミアム） - 小谷夏子 役[17]
- ゴールドウーマン（2016年5月28日、テレビ朝日） - 矢島舞 役[18]
- ノンママ白書（2016年8月13日 - 9月24日、東海テレビ・フジテレビ系） - 主演・土井玲子 役[8]
- 愛してたって、秘密はある。（2017年7月 - 9月、日本テレビ） - 奥森晶子 役
- 松本清張特別企画 犯罪の回送（2018年7月2月、テレビ東京） - 有島澄江 役
- SUITS／スーツ（2018年10月 - 12月、フジテレビ） - 幸村チカ 役
  - SUITS／スーツ2（2020年4月 - 7月）
- 主婦カツ!（2018年10月 - 11月、NHK BSプレミアム） - 主演・宮本夏子 役
- 大奥 最終章（2019年3月25日、フジテレビ） - 天英院 役[19]
- 35歳の少女（2020年10月10日 - 12月12日、日本テレビ） - 時岡多恵 役[20]
- 連続ドラマW（WOWOW）
  - インフルエンス（2021年3月20日 - 4月17日）- 及川トモミ 役[21]
  - フィクサー Season2（2023年7月9日 - 8月6日） - 杉谷菜穂子 役[22]
- ひきこもり先生（2021年6月12日 - 7月10日、NHK総合） - 磯崎藍子 役
- 木のストロー（2022年2月26日、フジテレビ） - 奥沢塔子 役[23]
- 名探偵ステイホームズ（2022年4月3日・10日、日本テレビ） - 相田恵美 役[24]
- 家庭教師のトラコ（2022年7月20日 - 9月21日、日本テレビ） - 上原里美 役[25]
- 生ドラ!東京は24時（フジテレビ） 
  - 第1夜「シンガロング!」（2022年12月27日）- 主演・吉田良子 役（藤原丈一郎とW主演）[26]
  - 生ドラ!東京は24時 -Starting Over-（2024年3月28日） - 主演・小川すみれ 役（藤原丈一郎、尾上松也とトリプル主演）[27]
- NHKスペシャル 南海トラフ巨大地震（2023年3月4日、NHK総合） - 宇佐美首相 役
- はれのひ シンデレラ ウェディングドレスを日本へ! ある女性の挑戦（2024年2月24日、読売テレビ・日本テレビ） - 桂みつ子 役[28]
- プライベートバンカー（2025年1月9日 - 3月6日、テレビ朝日） - 飯田久美子 役[29]
- 人事の人見（2025年4月8日 - 6月17日、フジテレビ） - 平田美和 役[30]

### 配信ドラマ
- 野武士のグルメ（2017年、Netflix） - 香住の妻 役[31]
- 浅草キッド（2021年12月9日 - 、Netflix）[32]

### 映画
- 刑事物語5　やまびこの詩（1987年5月16日） - 真咲真子 役
- Let's豪徳寺!（1987年4月11日） - 豪徳寺咲姫 役
- はっちゃき先生の東京ゲーム（1987年）
- 愛と平成の色男（1989年7月8日） - 長島ルリ子 役
- ファンシイダンス（1989年12月23日） - 赤石真朱 役
- ヒーローインタビュー（1994年9月3日） - 主演・沢木霞 役
- バースデイプレゼント BIRTHDAY PRESENT（1995年10月28日） - 野口トミ子 役
- Lie Lie Lie（1997年10月4日）
- THE DOG OF FLANDERS フランダースの犬（1997年3月15日、声の出演） - アロア（成人期） 役
- MIND GAME（1998年4月4日） - 三鈴かおり 役
- いちげんさん（2000年1月29日） - 中村京子 役
- のぼうの城（2012年11月2日） - 珠 役
- プラチナデータ（2013年3月16日） - 水上江利子 役
- カノン（2016年10月1日） - 原島美津子 役
- おとなの事情 スマホをのぞいたら（2021年1月8日） - 六甲絵里 役
- 唐人街探偵 東京MISSION 唐人街探案3（中国映画、2021年2月12日中国公開） - 川村芳子/川村晴子 役（一人二役）
- ミステリと言う勿れ（2023年9月15日） - 狩集ななえ 役[33]

### バラエティ・情報番組
- ゲーム・史上最大の作戦（1986年10月 - 1987年3月、TBS） - 司会、加藤茶・小野ヤスシと。
- ごちそうさま（1988年4月27日、1989年10月5日、日本テレビ）
- 連想ゲーム（1989年10月11日、1990年2月21日、NHK総合）
- 新春かくし芸大会（1994年、フジテレビ）
- ワーズワースの冒険 第122話 鈴木保奈美のイタリア料理〜オリーブオイルとB級グルメ〜（1996年10月6日、フジテレビ）
- 365日の献立日記（2019年4月2日 - 、NHK Eテレ） - ナレーション
- クイズ!あなたは小学5年生より賢いの?（2020年10月30日 - 、日本テレビ） - 全問正解で300万円獲得。その放送を見ていた劇団ひとり監督によって映画浅草キッドの出演がオファーされた。
- あの本、読みました?（2023年11月4日 - 、BSテレビ東京） - MC

### ドキュメンタリー
- 鈴木保奈美のハワイ体あたり・欲ばりアドベンチャー  （1997年7月27日、テレビ朝日）
- 鈴木保奈美 NY発ミュージカル・シカゴ徹底取材! （1998年12月13日、TBS）
- 鈴木保奈美の文豪の湯 〜名作が生まれた湯けむりの里〜 （2012年2月12日、BS-TBS）
- ラスト・ライオン 特別編（2013年3月17日、ナショナル ジオグラフィック チャンネル）ナレーション
- 情熱大陸（2024年7月14日、TBS）

### ラジオ
- 東京スーパーエンジェル（1986年10月 - 1987年4月、文化放送）[3]
- ラジオ・DJ（1990年、エフエム東京）
- アバンティ（1997年10月11日、JFN）

### 舞台
- 郵便配達夫の恋（1997年）
- スジナシBLITZシアターVol.12（2020年9月9日)
- セールスマンの死 (2022年4月 - 5月)
- レイディマクベス（2023年10月 - 11月） - マクダフ 役[34]
- 逃奔政走-嘘つきは政治家のはじまり？-（2024年7月） - 主演・小川すみれ 役[35]

### CM
- 東京証券
- 不二家
  - 「春の味覚フェア」
  - 「食後のショコラ」
  - 「LOOKチョコレート」「デザートルックLOOK」
- ネスレジャパン
  - 「クレマトップ」
- 日産自動車（1989年）
  - 「日産フェア」
- ITJ
  - 「0041」
- JR東日本（1990年 - 1991年）
  - 山手線自動改札化
  - イオカード
- 松下電器
  - Panasonic 
    - 「録画王」「画王」
    - 「ブレンビー」（1990年 - 1996年）[36]

  - National
    - 「掃除機キャニスター」
    - 「IHジャー炊飯器ダブルIH」
    - 「全自動洗濯機新W滝洗い」
    - 「家庭用冷蔵庫TANTO」
- 日清食品
  - 「SPA王・ミートソース」
- キリンビール 「キリンドラフト」（1991年 - 1992年）
- カネボウ化粧品（1986年、1990年 - 1998年）
  - 「カネボウ春のバザール」
  - 「サンセラミィ」
  - 「キリア」
  - 「レヴュー」
  - 「テスティモ」
- 角川書店「Chou Chou 創刊号」（1993年）
- 明治生命（1994年 - 1995年）
- レナウン
  - 「NEXTEYE」
- キリンビバレッジ 「烏龍茶 鳳凰」（1994年 - 1996年）
- ラブラボ「gift」（2012年 - 2013年）[37]
- サントリー食品インターナショナル「胡麻麦茶」（2014年 - ）
- 花王「ソフィーナ」（2015年 - ）
- 日本和装ホールディングス（2022年 - ）[38]

## 受賞歴
- 1984年
  - 第9回ホリプロタレントスカウトキャラバン 審査員特別賞
- 1992年
  - 第1回TV-LIFE年間ドラマ大賞 主演女優賞（『東京ラブストーリー』）[39]
- 1995年
  - 第7回ザテレビジョンドラマアカデミー賞 主演女優賞（『恋人よ』）[40]
- 1998年
  - 第16回ザテレビジョンドラマアカデミー賞 主演女優賞（『ニュースの女』）[41]
- 2013年
  - 第17回日刊スポーツ・ドラマグランプリ・春ドラマ 助演女優賞（『家族ゲーム』）
- 2014年
  - 第13回TV-LIFE年間ドラマ大賞 助演女優賞（『家族ゲーム』）[42]
  - 第25回日本ジュエリーベストドレッサー賞 40代部門[43]
- 2020年
  - SUITS OF THE YEAR 2020[44]

## 書籍

### エッセイ
- 獅子座、A型、丙午。（2020年12月9日、中央公論新社）

### 写真集
- 谷口征 撮影『保奈美 : '86カネボウ夏のキャンペーンgal 鈴木保奈美』近代映画社、1986年6月20日。